# سیکان (تونل)

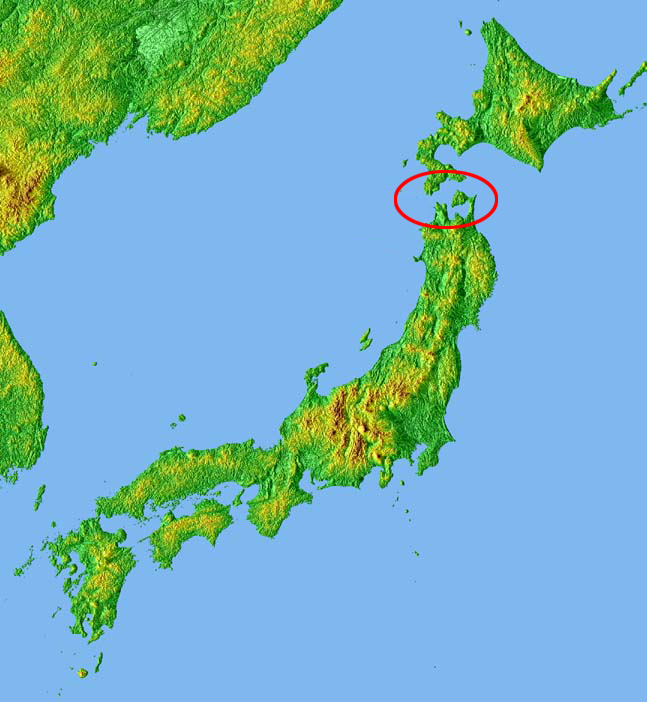
محل تونل

تونل سِیکان (به ژاپنی: 青函トンネル یا 青函隧道) تونلی زیرزمینی است که جزیرهٔ هونشو (بندر آئوموری) را به جزیرهٔ هوکایدو (بندر هاکوداته) وصل می‌کند. ساخت این تونل در سال ۱۹۸۸ میلادی پایان یافت و تا سال ۲۰۱۶ درازترین تونل خط آهن-کشیده‌شدهٔ جهان بود. از سال ۲۰۱۶ میلادی، تونل سیکان، عنوان «طولانی‌ترین تونل جهان» را به تونل پایه گوتهارد سوییس واگذار کرد.
۲۳٫۳ کیلومتر از ۵۳٫۹ کیلومتر درازای تونل سیکان، زیر دریا (تنگهٔ تسوگارو) حفر شده‌است. برنامه‌ریزی و طرح‌های مطالعاتی و امکان‌سنجی فنی – عملیاتی این تونل در سالهای ۱۹۳۹ الی ۱۹۴۰ انجام گرفت و کار ساخت آن نیز از سال ۱۹۷۱ آغاز شد
پس از ۱۷ سال تلاش بی وقفه سرانجام این تونل ریلی در سال ۱۹۸۸ تکمیل گردید.
هزینه اجرای این پروژه عظیم بالغ بر ۳٫۶ میلیارد دلار بوده‌است که بوسیله شرکت " فن آوری و ساخت حمل و نقل راه آهن ژاپن " ۲ انجام شد. این تونل ریلی در حال حاضر بوسیله راه‌آهن منطقه " هوکاییدو" اداره می‌شود. در این تونل روزانه ۵۰ قطار مسافری تردد می‌کنند. ناوگان وسایل نقلیه ریلی عمدتاً شامل لکوموتیوهای EH و 500 ED کلاس ۷۹ است که حمل و نقل مسافری را در امتداد این تونل بر عهده دارند. در ساعاتی از شب که حرکت قطارهای مسافری انجام نمی‌شود، سیر و حرکت قطارهای باری از مسیر ریلی این تونل دریایی انجام می‌شود.

## جزئیات فنی
خدمات حمل و نقل مسافری و باری در این تونل ریلی از مارس سال ۱۹۸۸ آغاز شد. در آغاز طراحی فنی خطوط ریلی تونل سیکان به گونهایی انجام شده بود که بتواند سیر و حرکت قطارهای پر سرعت "شینکانسن " را پشتیبانی نماید. در امتداد این تونل دریایی دو ایستگاه ریلی احداث شده‌است. نخست ایستگاه " تاپی کائیتی " در جزیره " هونشو" و همچنین ایستگاه " یوشی او کا " در جزیره " هوکائیدو" که به نوعی نخستین ایستگاه‌های ریلی جهان محسوب می‌شوند که در عمق دریا ساخته شده‌اند. البتهایستگاه‌های مزبور در مسیر این تونل دریایی به عنوان یک نقطه خروج اضطراری ۳ در مواقع بروز بحران یا سوانح ریلی نیز عمل می‌کنند. مسیر ریلی و ایستگاه‌ها در امتداد این تونل دریایی به " اگزوز فن "‌های بسیار قدرتمند مجهز شده‌اند که قادرند در تمامی اوقات دود و آلودگی‌ها را به خارج از تونل هدایت کنند. در این تونل همچنین به‌طور وسیع از فن آوری سیستم‌های " اعلان حریق مادون قرمز " ۴و همچنین سیستم " نازل اسپری کننده آب " ۵ بمنظور مقابله با شرایط اضطراری و پیشگیری از وقوع آتش‌سوزی مجهز شده‌اند، که ایمنی مسافران را در مسیر ریلی این تونل دریایی تضمین می‌کنند. به لحاظ فنی و عملیاتی انشعابات اطمینانی و اصلی این پروژه دریایی در عمق بستر دریا در حوزه پشتیبانی، ایمنی و نگهداری و تعمیرات به سه محور عمده تقسیم می‌شود؛ محور " پایلوت "، محور " خدماتی و نگهداری و پشتیبانی " و یک محور " اصلی " که در یک محدوده ۵ کیلومتری به تونل اصلی متصل می‌شوند و به لحاظ فنی، پشتیبانی و نگهداری و ایمنی در نوع خود یک سازه عظیم و بی نظیر به‌شمار می‌آید.